# Distrikt Pacaycasa
Der Distrikt Pacaycasa liegt in der Provinz Huamanga in der Region Ayacucho in Südzentral-Peru. Der Distrikt wurde am 26. Januar 1958 gegründet. Er besitzt eine Fläche von 58,5 km². Beim Zensus 2017 wurden 3296 Einwohner gezählt. Im Jahr 1993 lag die Einwohnerzahl bei 2065, im Jahr 2007 bei 2842. Die Distriktverwaltung befindet sich in der 2535 m hoch gelegenen Ortschaft Pacaycasa mit 576 Einwohnern (Stand 2017). Pacaycasa liegt 11 km nordnordöstlich der Provinz- und Regionshauptstadt Ayacucho (Huamanga).

## Geographische Lage
Der Distrikt Pacaycasa liegt im Andenhochland im Norden der Provinz Huamanga. Der Río Cachi fließt entlang der westlichen Distriktgrenze nach Norden. Dessen rechter Nebenfluss Rio Yucay begrenzt den Distrikt im Süden.
Der Distrikt Pacaycasa grenzt im Südwesten an den Distrikt Ayacucho, im Westen an den Distrikt Chincho (Provinz Angaraes), im Norden an die Distrikte Iguaín und Huamanguilla (beide in der Provinz Huanta) sowie im Osten an den Distrikt Quinua.

## Ortschaften
Im Distrikt gibt es neben dem Hauptort folgende größere Ortschaften:
- Allpaurccuna
- Compañia (1017 Einwohner)
- Huayllapampa (563 Einwohner)
- Orcasites (491 Einwohner)